# Aryaman
Aryaman är i indisk mytologi en himmelsgud som stod i förbund med Varuna.
Aryaman är också gästfrihetens gud.